# Adam Marszk
Adam Marszk (ur. 19 grudnia 1987 w Kartuzach) – polski ekonomista, doktor habilitowany w dziedzinie nauk społecznych w dyscyplinie ekonomia i finanse, profesor uczelni w Katedrze Ekonomii Wydziału Zarządzania i Ekonomii Politechniki Gdańskiej.

## Życiorys
Ukończył w 2011 r. studia na kierunku finanse i rachunkowość w Szkole Głównej Handlowej w Warszawie. Doktorat uzyskał w 2014 r., habilitację w 2022 r. Specjalizuje się w badaniach nad rynkami i innowacjami finansowymi. Autor i współautor kilku książek oraz kilkudziesięciu artykułów naukowych.
Laureat w programie stypendialnym im. Bekkera organizowanym przez Narodową Agencję Wymiany Akademickiej (NAWA). Stypendysta w programie Start Fundacji na rzecz Nauki Polskiej. Laureat: Nagrody Miasta Gdańska dla Młodych Naukowców im. Jana Uphagena w 2015 oraz Nagrody "Wykład im. Marka Siudaka" Wydziału Zarządzania Politechniki Warszawskiej Członek CFA Institute.